# Tony Maggs
Anthony Francis O'Connell "Tony" Maggs (Pretória, 9 de fevereiro de 1937 – Caledon, 2 de junho de 2009) foi um automobilista sul-africano.

## Biografia
Foi o primeiro do país a disputar a Fórmula 1. Começou a correr em 1958 num Austin Healey depois correu na categoria Turismo em 1960 corre na Fórmula Júnior sendo o campeão em 1961 em um Cooper T-56.
Em 1961 fez apenas 2 corridas e não pontuou sendo que sua estreia foi no GP da Grã-Bretanha, no ano de 1962 disputou todas as corridas e ficou em 7 com 13 pontos, em 1963 ficou em 8 com 9 pontos, em 1964 ficou em 12 com 4 disputando 3 corridas. Já em 1965 disputou apenas 1 corrida e abandonou a carreira.
Em 1962 substitui Jack Brabham na F1,correndo ao lado de Bruce Mclaren. Conseguiu 3 pódios, dois segundos lugares na França (1962 e 1963) e um terceiro na África do Sul em 1962.
Em 1964 correu pela Centro-Sud num BRM.A última corrida dele na F1 foi em seu país em 1965 em um Lotus 25 da Reg Parnell Team ficando em 11 lugar. Em Junho desse ano atropela mortalmente uma criança e para de correr. O atropelamento foi em Pietermaritzburg o garoto era Michael Twyman de 8 anos.
Pela Turismos venceu 2 vezes as 9 horas de Kyalami e disputou algumas edições das 24 horas de Le Mans, sendo que seu melhor resultado foi um 6 lugar em 1964 junto com o britânico David Piper. Após a carreira foi morar no norte da província de Transvaal sobrevivendo até a um desastre de avião.
Faleceu em 2 de junho de 2009 de câncer no pulmão.

### Fórmula 1[2]
(legenda) 
| Ano  | Nome Oficial da Equipe | Chassi | Motor          | 1    | 2     | 3     | 4   | 5     | 6     | 7   | 8     | 9     | 10  | Pontos | Posição  |  |
| ---- | ---------------------- | ------ | -------------- | ---- | ----- | ----- | --- | ----- | ----- | --- | ----- | ----- | --- | ------ | -------- |  |
|      |                        |        |                |      |       |       |     |       |       |     |       |       |     |        |          |  |
|      |                        |        |                | MON  | NED   | BEL   | FRA | GBR   | GER   | ITA | USA   |       |     |        |          |  |
| 1961 | Louise Bryden-Brown    | 18     | Climax FPF L4  |      |       |       |     | 13 D  | 11 D  |     |       |       |     | 0      | NC (29º) |  |
|      |                        |        |                |      |       |       |     |       |       |     |       |       |     |        |          |  |
|      |                        |        |                | NED  | MON   | BEL   | FRA | GBR   | GER   | ITA | USA   | RSA   |     |        |          |  |
| 1962 | Cooper Car Company     | T55    | Climax FPF L4  | 5 D  | Ret D |       |     |       | 9 D   |     |       |       |     | 13     | 7º       |  |
| 1962 | Cooper Car Company     | T60    | Climax FWMV V8 |      |       | Ret D | 2 D | 6 D   |       | 7 D | 7 D   | 3 D   |     | 13     | 7º       |  |
|      |                        |        |                |      |       |       |     |       |       |     |       |       |     |        |          |  |
|      |                        |        |                | MON  | BEL   | NED   | FRA | GBR   | GER   | ITA | USA   | MEX   | RSA |        |          |  |
| 1963 | Cooper Car Company     | T66    | Climax FWMV V8 | 5 D  | 7 D   | Ret D | 2 D | 9 D   | Ret D | 6 D | Ret D | Ret D | 7 D | 9      | 8º       |  |
|      |                        |        |                |      |       |       |     |       |       |     |       |       |     |        |          |  |
|      |                        |        |                | MON  | NED   | BEL   | FRA | GBR   | GER   | AUT | ITA   | USA   | MEX |        |          |  |
| 1964 | Scuderia Centro Sud    | P57    | BRM P56 V8     |      | DNS D | DNS D |     | Ret D | 6 D   | 4 D |       |       |     | 4      | 12º      |  |
|      |                        |        |                |      |       |       |     |       |       |     |       |       |     |        |          |  |
|      |                        |        |                | RSA  | MON   | BEL   | FRA | GBR   | NED   | GER | ITA   | USA   | MEX |        |          |  |
| 1965 | Reg Parnell Racing     | 25     | BRM P56 V8     | 11 D |       |       |     |       |       |     |       |       |     | 0      | NC (25º) |  |

### Resultados das 24 Horas de Le Mans[3]
| Ano  | Equipe                     | Nº | Co-Pilotos    | Chassi                  | Pneus | Classe | Voltas | Posição | Posição Na Categoria |
| Ano  | Equipe                     | Nº | Co-Pilotos    | Motor                   | Pneus | Classe | Voltas | Posição | Posição Na Categoria |
| ---- | -------------------------- | -- | ------------- | ----------------------- | ----- | ------ | ------ | ------- | -------------------- |
| 1961 | Essex Racing Stable        | 4  | Roy Salvadori | Aston Martin DBR1/300   | D     | S 3.0  | 243    | DNF     | DNF                  |
| 1961 | Essex Racing Stable        | 4  | Roy Salvadori | Aston Martin 3.0L I6    | D     | S 3.0  | 243    | DNF     | DNF                  |
| 1963 | Porsche System Engineering | 27 | Jo Bonnier    | Porsche 718/8 GTR Coupe | D     | P 3.0  | 109    | DNF     | DNF                  |
| 1963 | Porsche System Engineering | 27 | Jo Bonnier    | Porsche 2.0L Flat-8     | D     | P 3.0  | 109    | DNF     | DNF                  |
| 1964 | Maranello Concessionaires  | 25 | Innes Ireland | Ferrari 250 GTO         | D     | GT 3.0 | 328    | 6º      | 6º                   |
| 1964 | Maranello Concessionaires  | 25 | Innes Ireland | Ferrari 3.0L V12        | D     | GT 3.0 | 328    | 6º      | 6º                   |